# Hieracium ingolfii
Hieracium ingolfii es una especie de planta con flor del género Hieracium, de la familia Asteraceae, orden Asterales.

## Distribución
Hieracium ingolfii se distribuye por Islandia.

## Taxonomía
Fue descrita científicamente por Oskarsson.
Tratamiento taxonómico
La especie aparece registrada y publicada en Vísindafj. Íslend. 34(Suppl. Hierac. Fl. Icel.).